# Exochus derasus
Exochus derasus är en stekelart som beskrevs av Valentina I. Tolkanitz 2003. Exochus derasus ingår i släktet Exochus och familjen brokparasitsteklar. Inga underarter finns listade i Catalogue of Life.